# Grabenkrieg

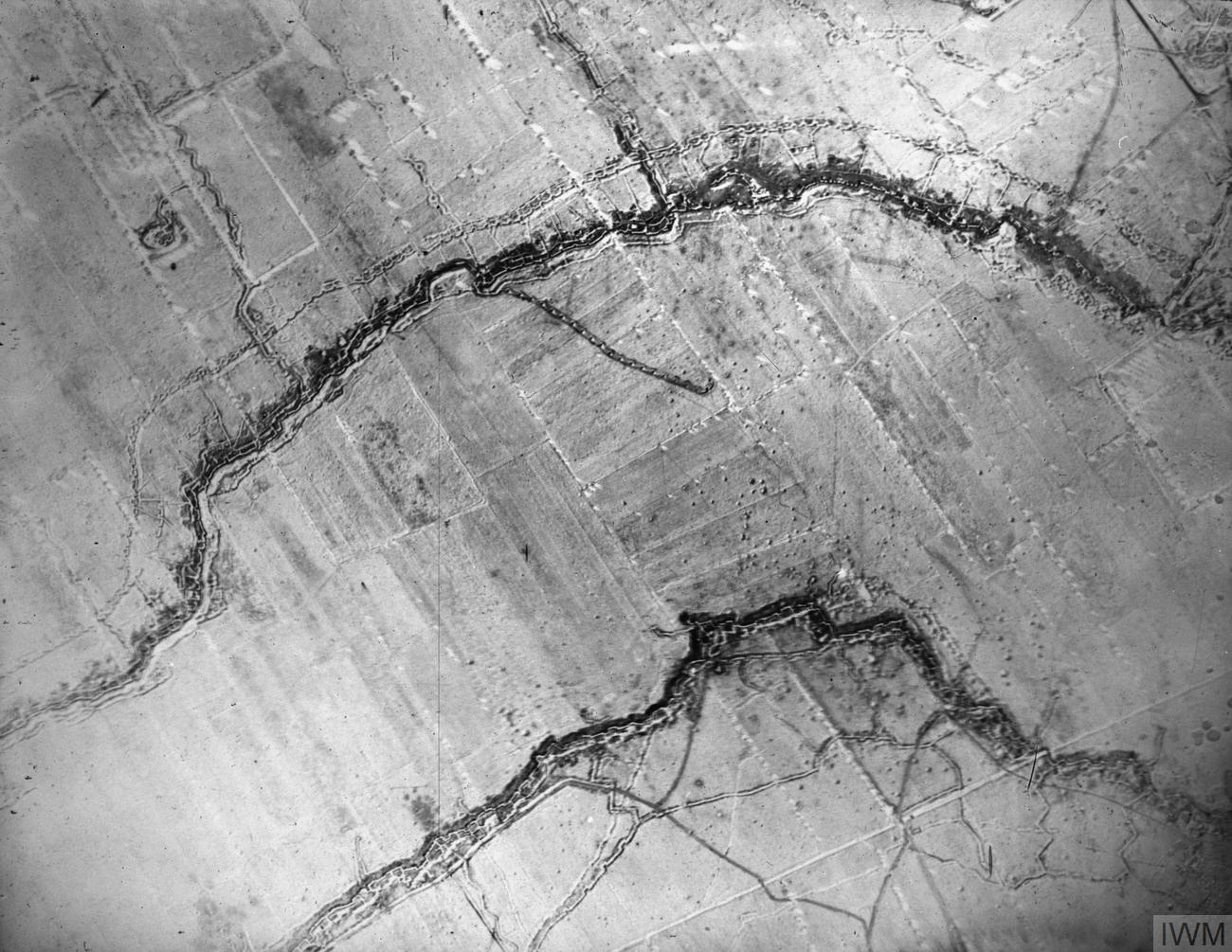
Britische (oben) und deutsche (unten) Schützengräben an der Frontlinie bei Laventie, 1916

Von Briten eingenommener deutscher Schützengraben während der Schlacht an der Somme im Ersten Weltkrieg, Juli 1916

Als Grabenkrieg bezeichnet man eine Art des Stellungskrieges, bei der zwei sich gegenüber liegende Frontbefestigungen jeweils aus einem System von Schützen- und Laufgräben bestehen. Ursachen dieser Frontverfestigungen waren in entgegengesetzter Stoßrichtung aufeinander treffende, annähernd gleich starke gegnerische Truppen, die gleichermaßen über eine technisch fortgeschrittene Artillerie mit wirkungsvollen Granaten und hoher Geschützreichweite sowie über die seit dem Ersten Weltkrieg immer wichtiger werdenden Maschinengewehre verfügten. Dabei blieb jedoch die Mobilität gerade auch der neuen schweren Waffen in dem meist unwegsamen Gelände gering, zumal die für den Vorspann benötigten Zugtiere der gesteigerten Waffenwirkung ebenso ausgesetzt waren wie die Menschen.
Zu größeren Grabenkämpfen kam es erstmals 1854 im Krimkrieg, wo die Anwendung dieses Verteidigungskonzepts vom russischen Ingenieuroffizier Franz Totleben ausging.
In der Zeit danach wurde insbesondere im Amerikanischen Bürgerkrieg (1861–1865) und im Russisch-Japanischen Krieg (1904–1905) auch in Gräben gekämpft.
Diese Art der Kriegsführung erreichte ihren blutigen Höhepunkt in den Grabenkämpfen des Ersten Weltkriegs. Allein in der Schlacht um Verdun wurden von Februar bis Dezember 1916 über 700.000 Soldaten getötet oder verletzt. Die Kämpfe konnten den Frontverlauf nicht wesentlich ändern. Auch bei der Schlacht von Gallipoli kam es nach der amphibischen Landung zu einem Erstarren der Fronten und zu Grabenkämpfen. Um die damit verbundenen hohen Verluste zu vermeiden, wurde in der Zwischenkriegszeit in Europa und den USA die Taktik der beweglichen Gefechtsführung mit Panzerfahrzeugen entwickelt und mit Beginn des Zweiten Weltkriegs in den großen Panzerschlachten angewendet.
Noch im Zweiten Weltkrieg war die Masse der Infanterie nicht motorisiert. Die Gefechte fanden oft noch um und mit Feldstellungen statt. Das Ende  dieser Art von Gefechtsführung kam durch die schnellen Panzervorstöße im Bewegungskrieg, die zum Ziel hatten, durch Lücken und Schwachstellen in der Verteidigung   tief in den feindlichen Gefechtsraum vorzudringen und dort Einheiten der feindlichen Infanterie einzukesseln und vom Nachschub und von der übrigen Truppe abzuschneiden.
Noch im Iran-Irak-Krieg (1980–1988) kam es zu verlustreichen Grabenkämpfen in offenen Feldstellungen, da das schwierige Kampfgelände und der geringe Mechanisierungsgrad einem Bewegungskrieg entgegenstanden.
Der Begriff Grabenkrieg wird oft auch metaphorisch gebraucht, um Gesprächssituationen zu bezeichnen, in denen sich streitende Parteien in wenig abgewandelten Formen gegenseitig wieder und wieder die gleichen Vorhaltungen machen, ohne sich mit dem ihnen Vorgehaltenen näher zu befassen und darauf einzugehen, was zu keinem Gesprächsfortschritt und zu keiner Einigung führt.

## Hintergrund
Kordonen (Grenzbefestigungen) wurden schon in der Antike angelegt, jedoch war es in der Regel aufgrund der begrenzten Größe der Armeen und geringen Reichweite der Waffen nicht möglich, mehr als nur einen Abschnitt zu verteidigen. Die großen Befestigungen des Altertums wie der Hadrianswall (England), der Limes (Deutschland) oder die Chinesische Mauer sind eher Ausnahmen der Regel und dienten in erster Linie dazu, die Überschreitung der Grenze zu erschweren und zu kontrollieren, nicht jedoch vollständig zu verhindern.
Feldbefestigungen wurden in offenen Feldschlachten selten verwendet, da deren Anlage erhebliche Zeit in Anspruch nimmt. Feldschlachten waren vergleichsweise kurz; die unterlegene Partei zog sich oft in eine Festung zurück, die dann belagert wurde. Dennoch benutzen auch schon die arabischen Muslime Medinas Gräben (Grabenschlacht von 627) zur Verteidigung gegen die Kavallerie.
Obwohl sowohl die Befestigung als auch die Bewaffnung in der zweiten Hälfte des zweiten Jahrtausends massiv weiterentwickelt wurden, änderte auch die Einführung von Feuerwaffen zunächst nichts Grundlegendes daran, dass Befestigungen eine große Anzahl Truppen benötigen, um sie zu verteidigen. Kleinere Einheiten konnten nicht die notwendige Feuerkraft erzeugen, um einen Angriff aufzuhalten.
Die Einführung der Artillerie schon zu Zeiten des Osmanischen Reiches und den wie bei der Belagerung von Wien stattfinden Gefechten hatte massiven Einfluss auf den Festungsbau und die Belagerung. Die angreifende Infanterie war gezwungen, sich der Festung in Approchen (Annäherungsgräben) zu nähern.
Wichtig für die Entstehung des Stellungskrieges und damit auch des Grabenkriegs war die Einführung großer Wehrpflichtarmeen zur Zeit der Französischen Revolution und der Napoleonischen Kriege. Große Armeen machten es schwieriger, den Gegner auszumanövrieren und die Flanken anzugreifen. Besonders die Einführung von Maschinengewehren wie des Gatling Repetiergeschützes  machte es zunehmend erforderlich, dass sich die Infanterie in Feldstellungen vor Angriffen und Feuer auch durch immer effektiver werdende Artillerie schützte.
Für den Grabenkrieg wurde neben dem Feldstellungsbau der Einsatz von Bodenhindernissen wie S-Draht, Spanische Reiter und Krähenfüße sowie heute auch Bandstacheldraht immer wichtiger.

## Kriege mit Grabenkämpfen

### Krimkrieg

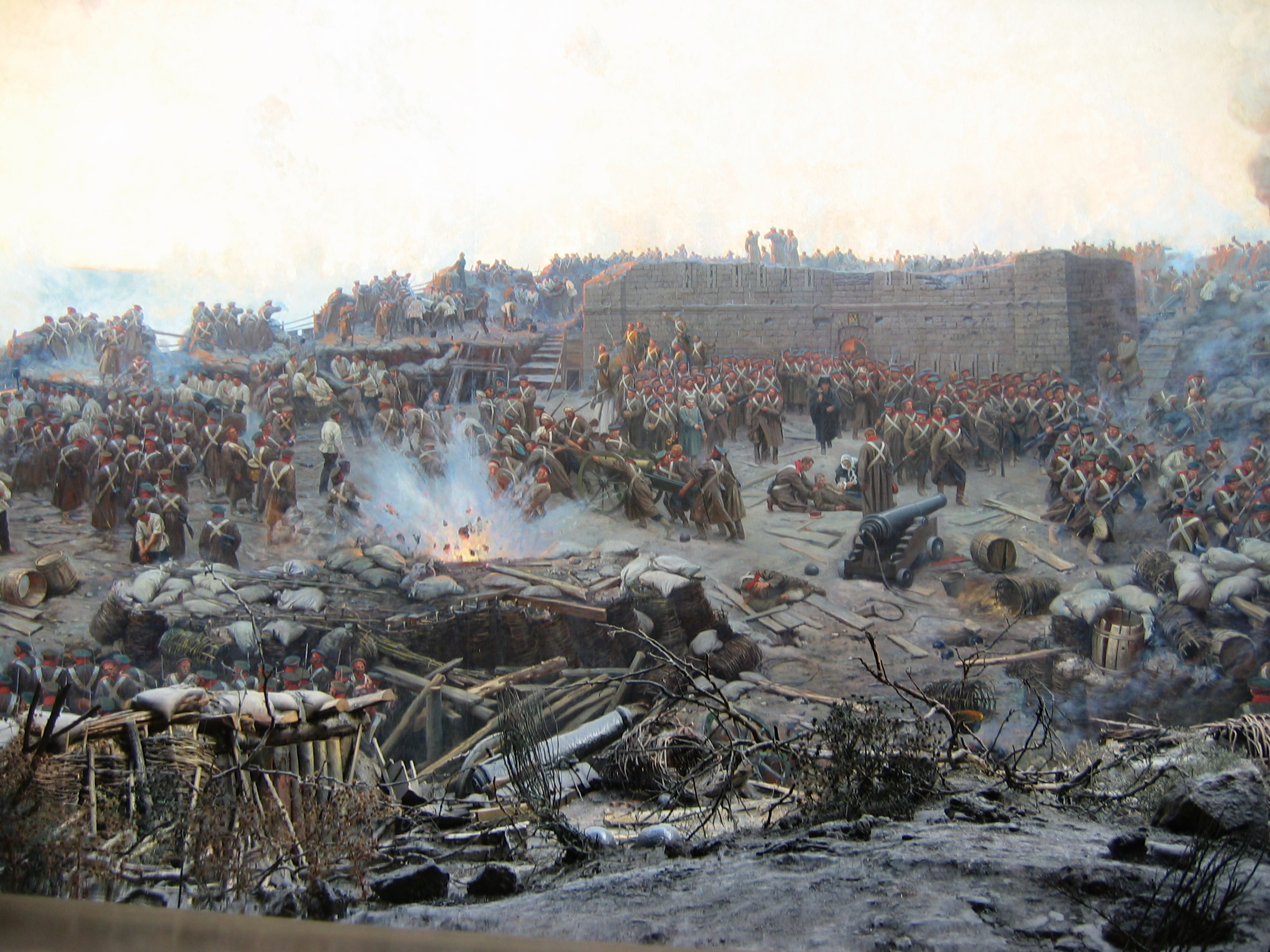
Belagerung von Sewastopol

Vor der Belagerung von Sewastopol (1854–1855) ließen die Russen provisorische Grabensysteme anlegen, um die Stadt zu verteidigen. Es wurden zum ersten Mal Gewehre mit gezogenen Läufen (z. B. Enfield Rifled Musket) verwendet, mit denen sich auf eine große Entfernung treffen ließ. Obwohl schon länger bekannt, erkannte man in dem Grabenkrieg die Effektivität von Handgranaten.

### Sezessionskrieg

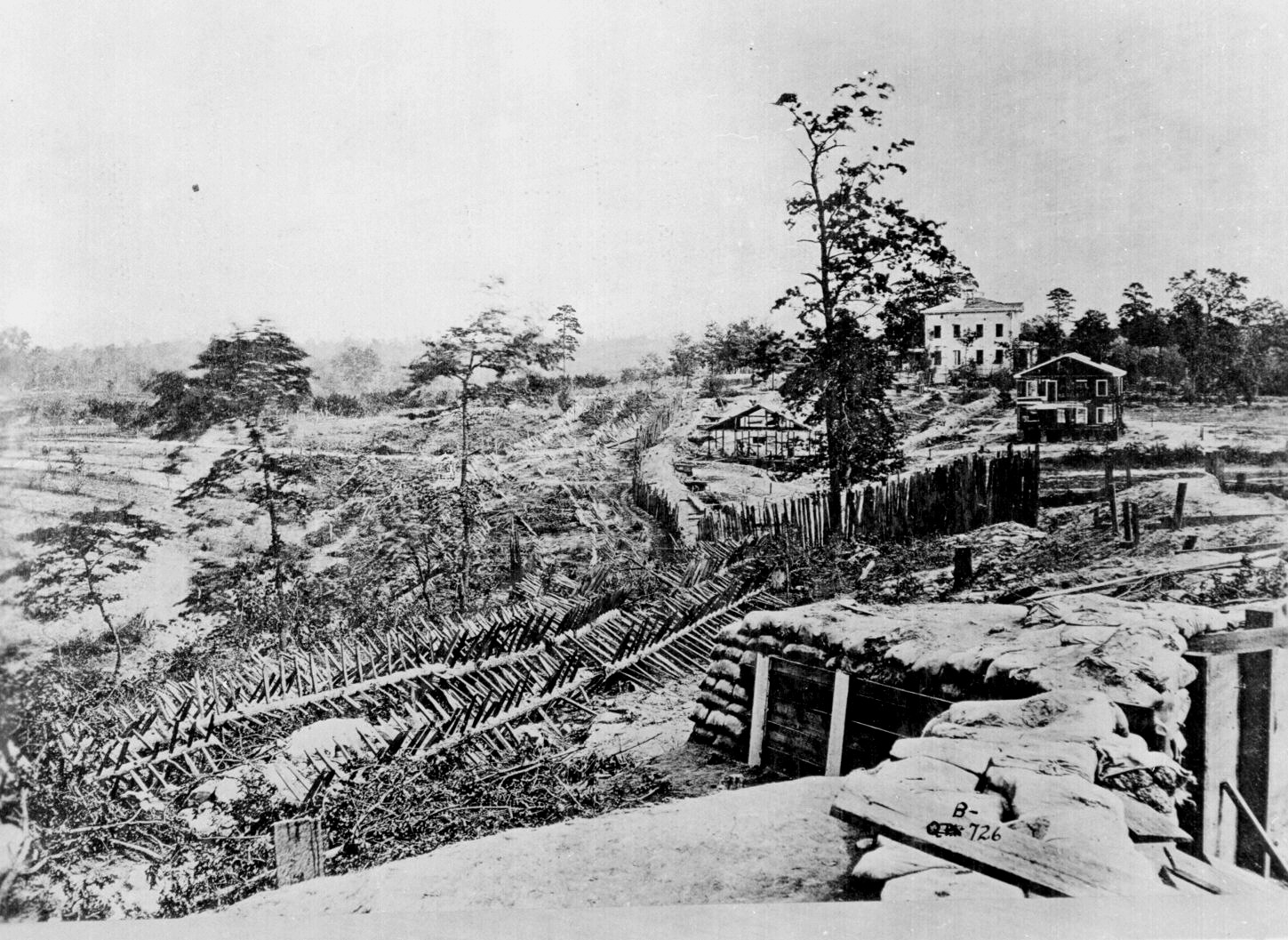
Spanische Reiter und Palisaden in der Umgebung von Atlanta während des Sezessionskrieges (1864)

Der Sezessionskrieg wurde zu Beginn mit Taktiken aus der napoleonischen Zeit ausgetragen, gegen Ende wurde der Krieg jedoch zu einer Vorschau auf den Ersten Weltkrieg. So gewannen Feldbefestigungen stark an Bedeutung. Diese umfassten die aus spitzen Holzpfählen bestehenden spanischen Reiter, aber auch die ersten Landminen. Die Schlacht von Cold Harbor gilt als erste offene Feldschlacht, also keine Belagerung, die zu einem Stellungskrieg mit Grabensystemen erstarrte.
Der Atlanta-Feldzug und die Belagerung von Petersburg gegen Ende des Bürgerkrieges standen mit ihren Gräben in einem deutlichen Gegensatz zu frühen Schlachten wie der Ersten Schlacht am Bull Run.

### Russisch-Japanischer Krieg

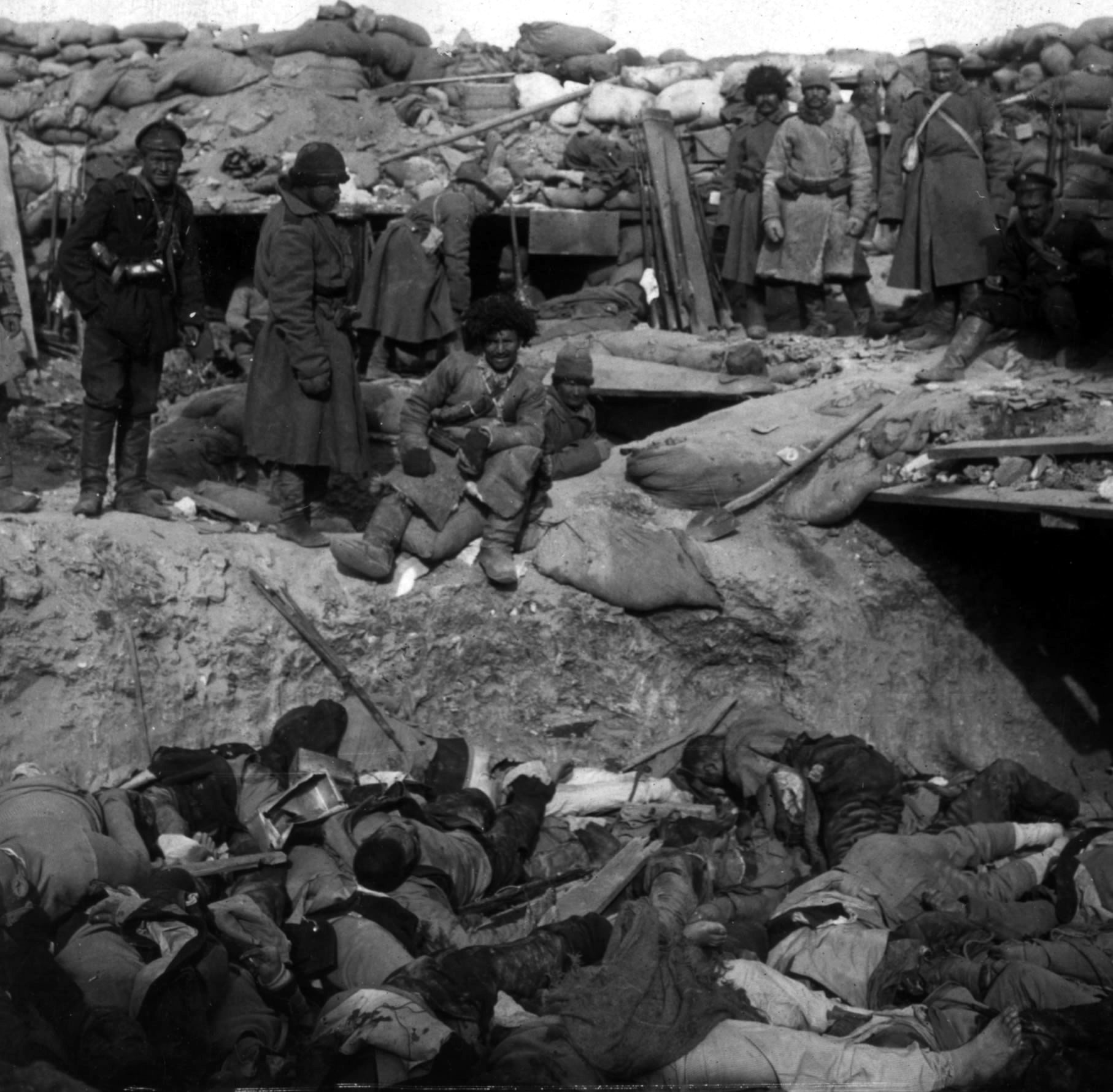
Schützengraben im Russisch-Japanischen Krieg (1905)

Im Russisch-Japanischen Krieg (1904–1905) wurden bei der Belagerung von Port Arthur zum ersten Mal Stacheldraht und Maschinengewehre verwendet. Die Infanterie war auch durchgängig mit Hinterladern ausgerüstet, welche es einer kleinen Truppe ermöglichten, eine größere Feuerkraft zu entfalten. Eine kleine Gruppe Verteidiger konnte somit mit entsprechender Deckung Angreifer sehr viel einfacher zurückschlagen.

### Erster Weltkrieg
Hauptartikel: Grabenkrieg im Ersten Weltkrieg
Mit Ausbruch des Krieges erkannten die Truppen, dass kleinste Deckung es dem Verteidiger ermöglichte, einen frontal angreifenden Gegner zurückzuschlagen. Frontale Angriffe führten zu dramatischen Verlusten; daher wurden Flankenangriffe als einzige Möglichkeit zum Sieg angesehen. Dies führte nach der Marneschlacht zu einer Serie von Umfassungsmanövern, die erst endeten, als beide Armeen die Küste erreichten. Das Grabensystem der Westfront erstreckte sich von der Nordsee bis zur Schweiz.
Nach dem Ersten Weltkrieg kam es nur noch sehr selten zu Grabenkämpfen.

### Zweiter Weltkrieg
Geprägt war der Zweite Weltkrieg durch den Bewegungskrieg der mechanisierten Truppen und dem Luftkrieg sowohl auf operativer als auch taktischer Ebene, am Anfang meist noch gegen einen Gegner der seinerseits auf ausgebaute Befestigungswerke und Feldstellungen setzte wie die Maginotlinie in Frankreich oder die Metaxas-Linie in Griechenland. Diese wurden meist schnell durchbrochen.
Trotzdem sicherte und verteidigte selbst die Wehrmacht im Russlandfeldzug über längere Zeiten hinweg größere Frontabschnitte durch Infanterie in ausgebauten Feldstellungen und Bunkerlinien und versuchte, mangelnde bewegliche Kampfkraft durch den Atlantikwall zu kompensieren. Jedes dieser Verteidigungssysteme konnte vom Angreifer meist in wenigen Stunden durchbrochen werden und die weiteren sich anschließenden Teile obsolet machen.
Dies zeigte sich auch im Indochinakrieg wie bei der Schlacht um Điện Biên Phủ und im Koreakrieg.

### Iran-Irak-Krieg

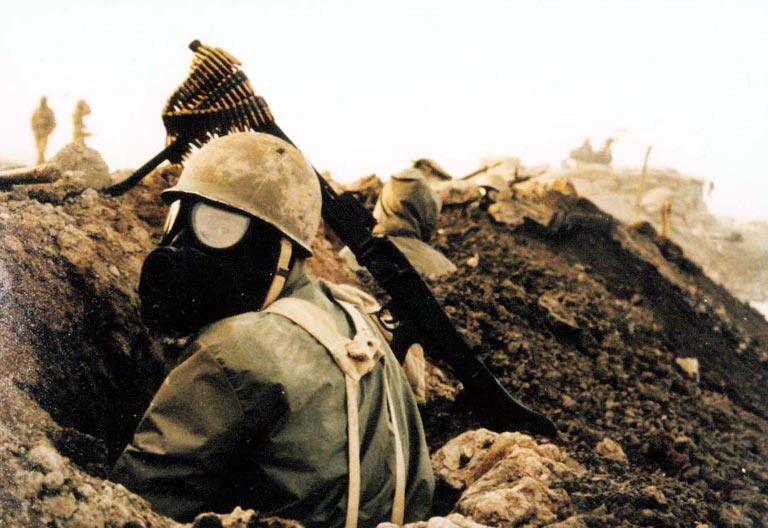
Soldat im Iran-Irak-Krieg, der auch durch den Einsatz chemischer Waffen durch den Irak gekennzeichnet wurde.

Das bekannteste Beispiel eines Grabenkrieges nach dem Ersten Weltkrieg war der Iran-Irak-Krieg. In diesem Krieg verfügten beide Seiten über eine große Infanteriearmee, jedoch nur sehr wenig gepanzerte Fahrzeuge, Flugzeuge oder das notwendige Training. Das Ergebnis war ein mit dem Ersten Weltkrieg vergleichbarer Kampf mit Schützengräben und dem Einsatz chemischer Waffen.

### Eritrea-Äthiopien-Krieg
Als weiteres Beispiel kann der Krieg zwischen Äthiopien und Eritrea dienen, in dem ebenfalls in erster Linie Infanterie-Einheiten aufeinander trafen.

## Gegenmaßnahmen
Nach den Abnutzungsschlachten im Ersten Weltkrieg suchten die Militärstrategen nach neuen Taktiken. So wurde der Blitzkrieg entwickelt, ein kombinierter, koordinierter Einsatz verschiedener mobiler Teilstreitkräfte.
Die technische Überalterung des Grabenkampfes wurde im Zweiten Golfkrieg durch die USA unter Beweis gestellt. Der Irak versuchte, sich mit einer statischen Grabenlinie gegen die USA zu verteidigen, was aber misslang. Die USA waren in der Lage, die meisten irakischen Linien zu durchbrechen, nicht zuletzt durch die erfolgreiche Kombination von Luft- und Bodenangriffen. Die Sinnlosigkeit des Schützengrabens wurde auch durch den Einsatz gepanzerter Bulldozer verdeutlicht, welche die Gräben zuschütteten und so die irakischen Soldaten lebendig begruben.

## Figurative Bedeutung
Durch die einschneidenden Erfahrungen des Ersten Weltkriegs sind die Begriffe „Grabenkrieg“ und „Grabenkämpfe“ im Deutschen zur Metapher geworden. Wenn sich in Auseinandersetzungen in Familien, Betrieben oder anderen gesellschaftlichen Gruppen die Fronten verhärten, sich einzelne Parteien unversöhnlich gegenüberstehen und immer dieselben Argumente oder zum Großteil nur noch Beschimpfungen ausgetauscht werden, und bei denen keiner der Beteiligten bereit ist auch nur im Geringsten nachzugeben,
wird dies im übertragenen Sinn oft als Grabenkrieg bezeichnet. Eine besonders häufige Nutzung des Wortes fand in den 1990er Jahren statt.

## Belege
1. ↑  Ethiopia's push north. BBC, 20. Mai 2000, abgerufen am 25. Februar 2023 (englisch).
2. ↑  Patrick J. Sloyan: Bodies? What Bodies? In: AlterNet. 25. November 2002, archiviert vom Original am 22. März 2005; abgerufen am 5. Februar 2023 (englisch).
3. ↑  Grabenkrieg, bei DWDS, Abruf 12. 2015
4. ↑  uni-muenster.de
5. ↑  Beschreibung auf der Website des Verlages